# Rabat (prefeitura)

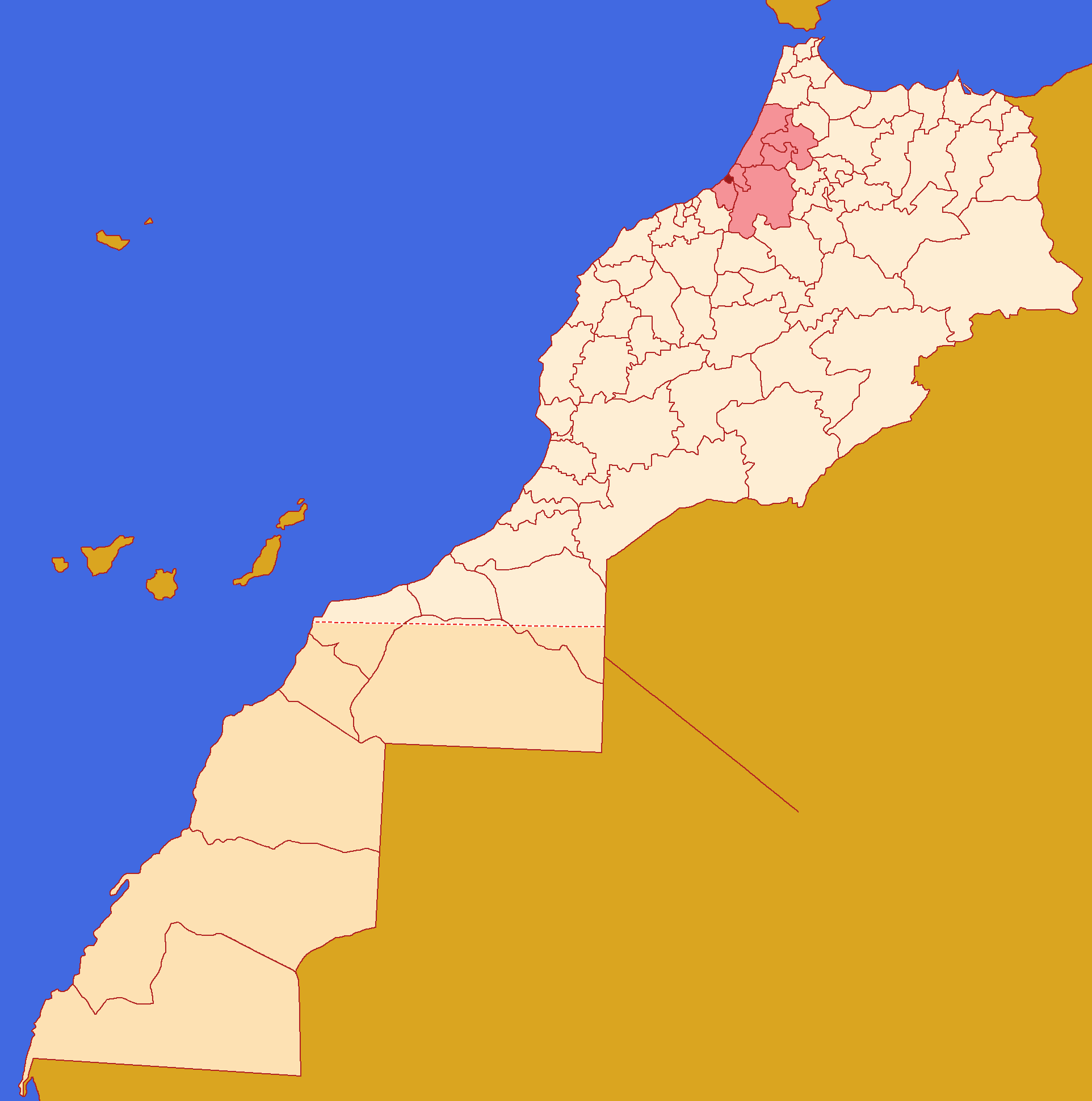
Localização da prefeitura em Marrocos.

Rabat é uma prefeitura de Marrocos, que pertence administrativamente a região de Rabat-Salé-Kénitra. É nesta prefeitura que está situada a capital de Marrocos e da região de Rabat-Salé-Kénitra.

## Características geográficas
Superfície: 118 km²
População total: 577.827 habitantes(em 2014).
Densidade: 4.896 hab/km²

## História
A prefeitura de Rabat foi criada em 1955, sendo uma das províncias criadas após o fim do protetorado Francês. A sua divisão vai estar na origem das províncias/prefeituras de Salé, Skhirate-Témara, Khémisset, Kenitra e Sidi Kacem.

## Clima
O clima é quente e temperado. A classificação do clima é Csa de acordo com a Köppen e Geiger. A temperatura média anual em Rabat é 17.9 °C. 523 mm é a pluviosidade média anual.

## Hidrografia
Rio Bu Regregue

## Organização Administrativa
A prefeitura de Rabat está dividida em 1 Município e 5 Distritos.
| Nome              | Tipo      | Habitantes (em 2014) |
| ----------------- | --------- | -------------------- |
| Yacoub El Mansour | Distrito  | 194.532              |
| El Youssoufia     | Distrito  | 170.561              |
| Hassan            | Distrito  | 108.179              |
| Agdal Riyad       | Distrito  | 77.257               |
| Souissi           | Distrito  | 23.366               |
| Touarga           | Município | 3.932                |

## Locais de interese

### Património Mundial
A cidade de Rabat está inscrita na lista de Património Mundial da UNESCO desde 2012. Os locais inscritos são:a ville nouvelle (cidade nova, edificada no início do Protetorado Francês em Marrocos), a Casbá dos Oudaias, o jardim de Essais, a almedina, as muralhas e portas almóadas, os sítios arqueológicos de Chellah e da mesquita de Haçane (cujo minarete é a Torre de Haçane), o mausoléu de Maomé V e bairro habous de Diour Jamaâ.

### Outro património histórico
No município de Touarga está localizado o Palácio Real de Dar-al-Makhzen.

### Museus
Museu Arqueológico de Rabat